# Українці в Колумбії
Українці в Колумбії — українська етнічна меншина, яка проживає на території Колумбія.
Перша хвиля українських іммігрантів до Колумбії відбулася за часів Радянського Союзу. Більшість із них приїхала з Польщі, а також з Югославії та Радянської України. На відміну від Аргентини, Бразилії, Венесуели та Сполучених Штатів, Колумбія не була обраним пунктом призначення для мігрантів, які повинні шукати притулку на батьківщині. Оскільки офіційного посольства України в Колумбії немає, важко підрахувати, скільки нащадків цих українських іммігрантів є в країні.
У 2010-х роках колумбійський музикант українського походження Янко Богдан Пеньяфорт Лобунець заснував гурт «Лос Янковерс» («ісп. Los Iankovers»), який виконує латиноамериканські та українські народні пісні в Латинській Америці і Європі.